# تفنگ ساچمه‌زنی
تفنگ ساچمه‌زنی یا تفنگ ساچمه‌پاش از جمله سلاح‌های گرم مهم در حوزه‌ی علوم نظامی و شکار محسوب می‌گردد. این سلاح با قابلیت پرتاب چندین ساچمه به‌صورت همزمان، تفاوت اساسی با تفنگ‌های تک‌فشنگ دارد؛ طراحی آن نه‌تنها برای کاربردهای نظامی، بلکه در مصارف غیرنظامی مانند ورزش‌های تیراندازی نیز گسترده است.  

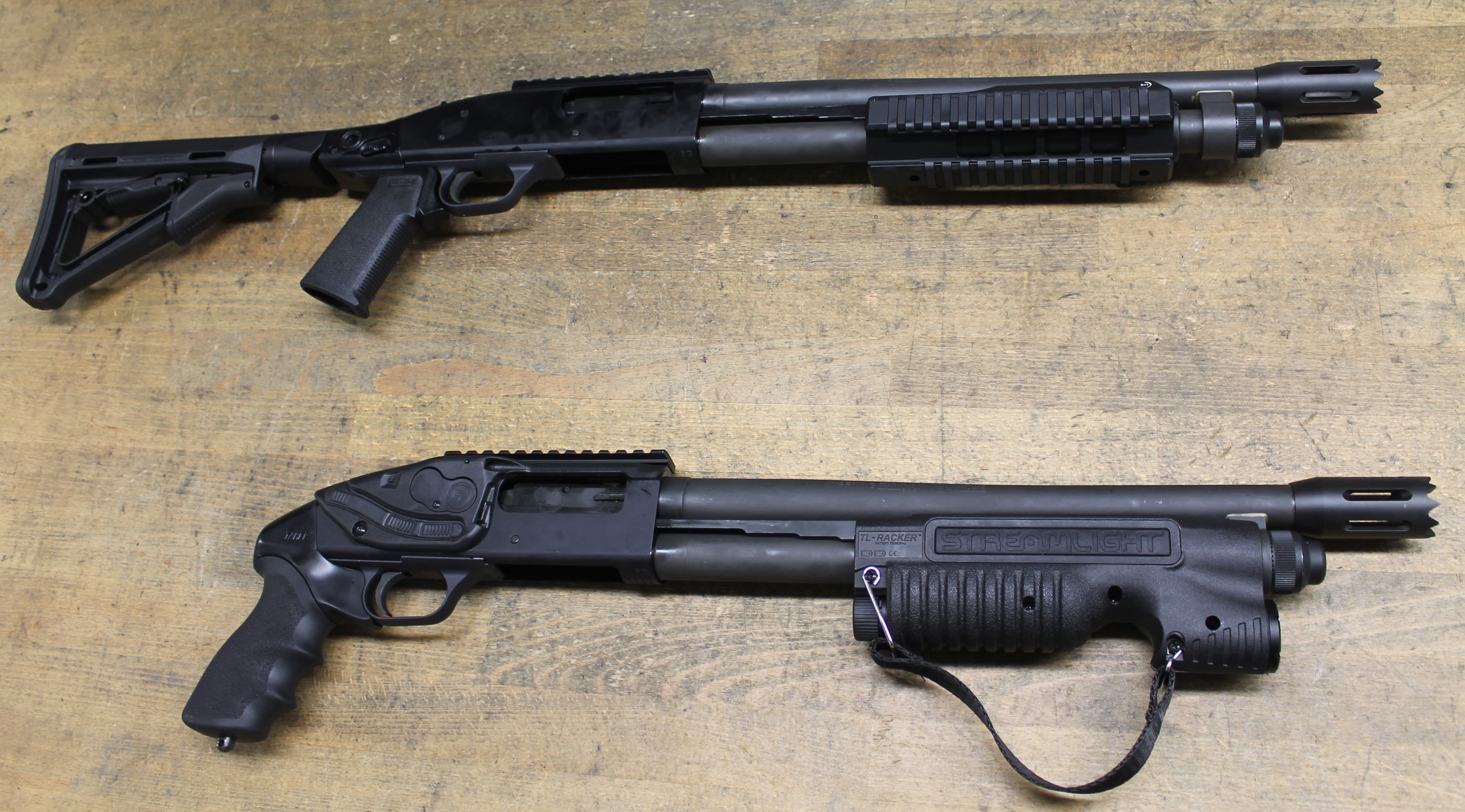

اصلی‌ترین ویژگی تفنگ ساچمه‌پاش، گستردگی پوشش تیر آن است که باعث افزایش احتمال اصابت به هدف، در فواصل نزدیک و متوسط می‌شود. این مزیت، آن را به گزینه‌ای ایده‌آل برای درگیری‌های شهری، عملیات‌های پلیسی و دفاع‌شخصی تبدیل کرده است. با‌این‌حال، همین گستردگی، محدودیت‌هایی نیز ایجاد می‌کند؛ دقت کمتر در فواصل دور و نیاز به مهارت ویژه برای کنترل لگد سلاح از جمله چالش‌های استفاده از آن به‌شمار می‌روند.  

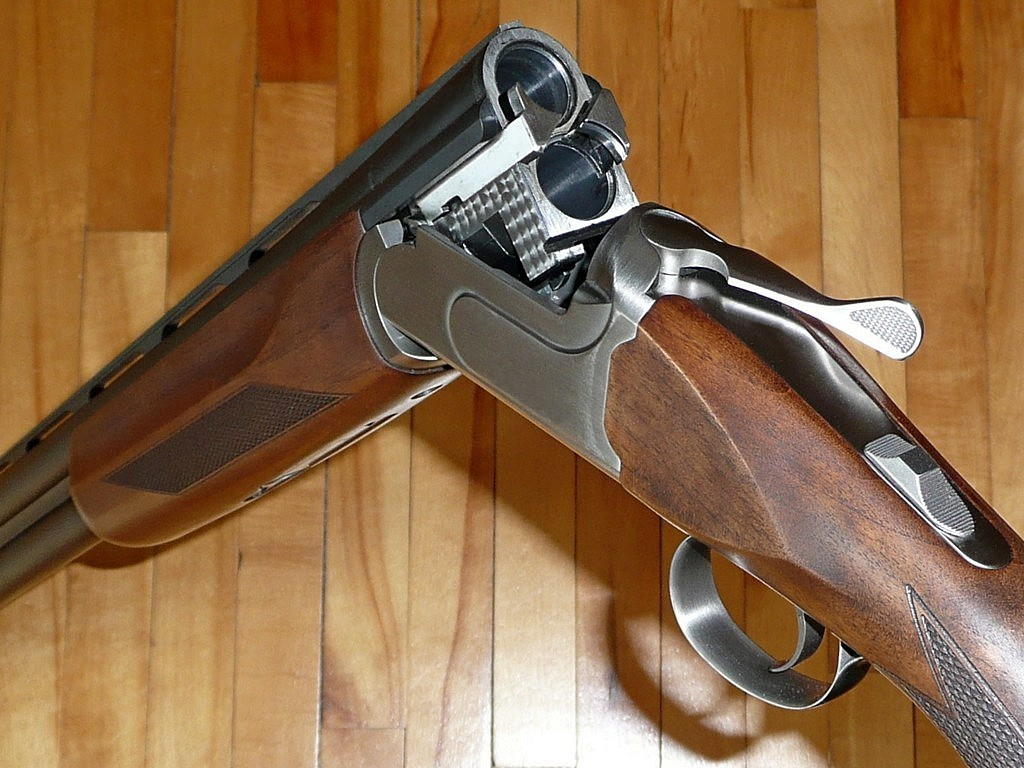
نوع روی هم ساچمه‌‌پاش دولول

تکامل تاریخی تفنگ ساچمه‌پاش نشان‌دهنده‌ی تطابق آن با نیازهای متغیر بشر است. از نمونه‌های اولیه تا تفنگ‌های ساچمه‌پاش نیمه‌خودکار امروزی، هر نسل از این سلاح با بهبود در شاخصه‌هایی مثل سرعت شلیک و کاهش وزن همراه بوده است. این پیشرفت‌ها در کنار توسعه‌ی مهمات متنوع کارایی آن را در موقعیت‌های گوناگون تضمین کرده‌اند.  

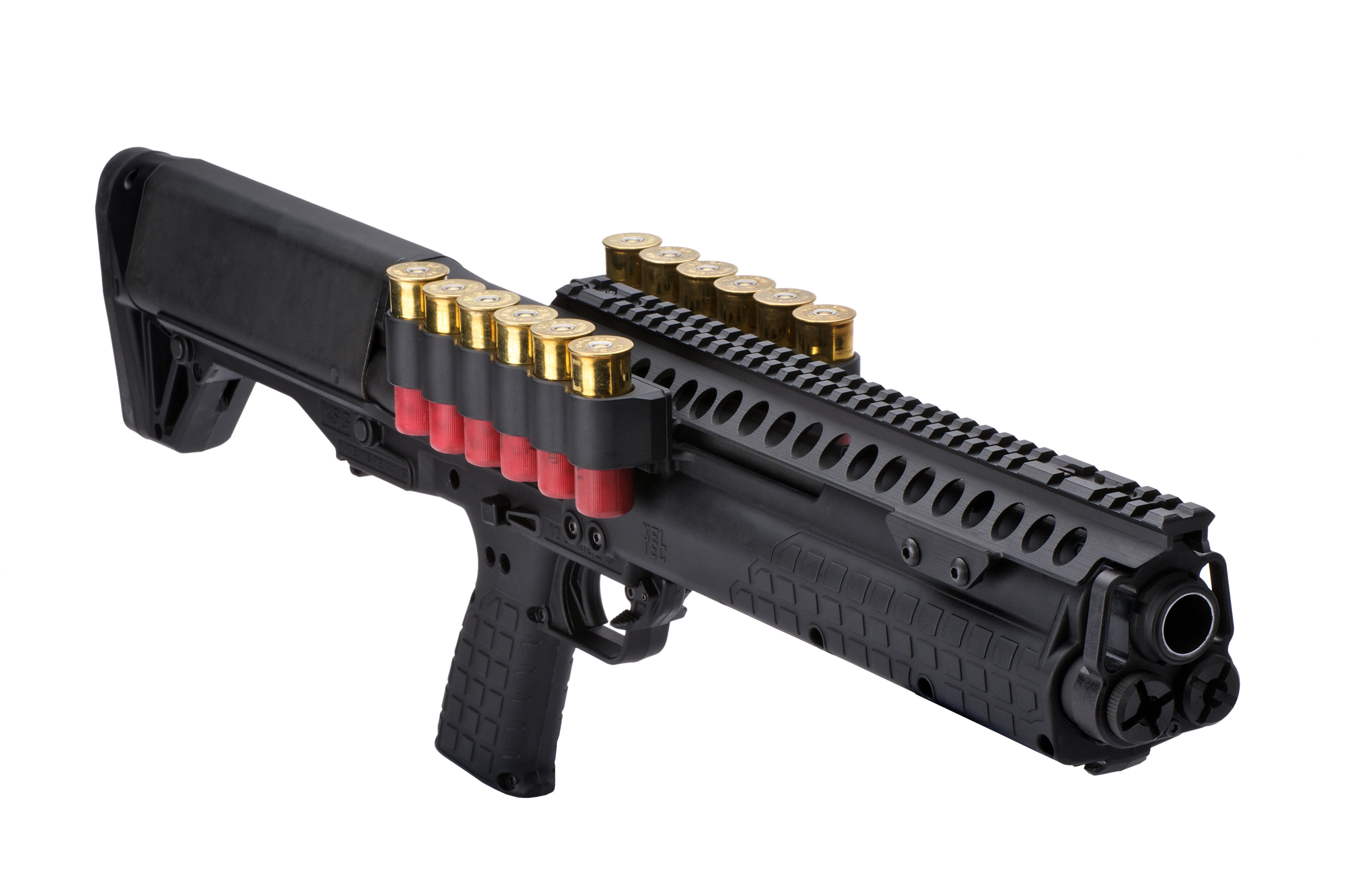
تفنگ کِل‌تِک کِی‌اِس‌جی

در عرصه‌ی نظامی، تفنگ ساچمه‌پاش اغلب به‌عنوان سلاحی برای نبردهای نزدیک مورد استفاده قرار می‌گیرد. نیروهای ویژه و واحدهای گشت‌زنی در برخی موارد از این سلاح بهره می‌برند.

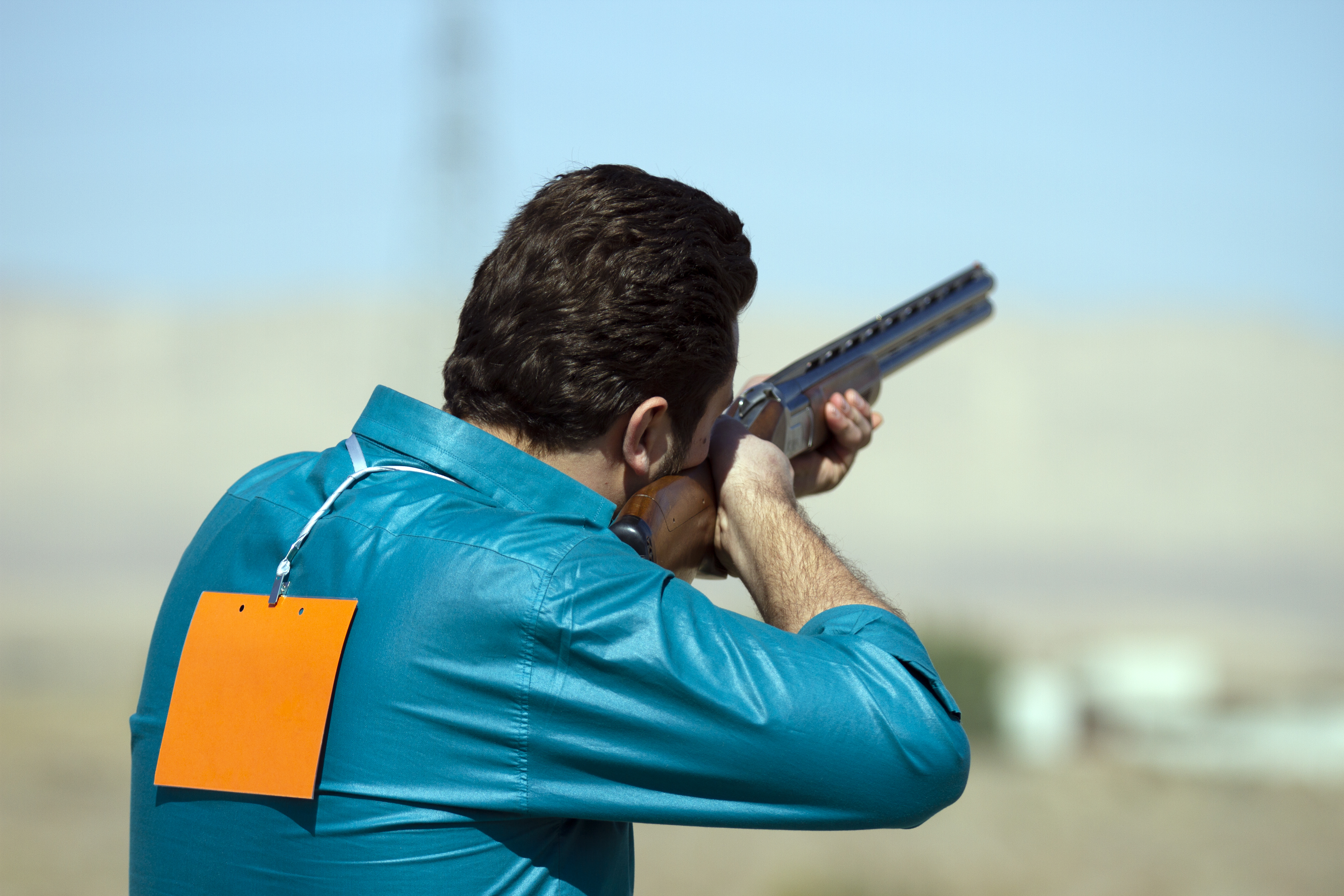
تیرانداز شرکت‌کننده در مسابقه با نوعی تفنگ ساچمه‌پاش شلیک می‌کند.

با وجود گذشت قرن‌ها از اختراع تفنگ ساچمه‌پاش، این سلاح همچنان جایگاه خود را در زَرادخانه‌های امروزی حفظ کرده است. ترکیب سادگی ساختار با قدرت تخریب بالا، آن را به ابزاری ضروری در حوزه‌های امنیتی و نظامی تبدیل نموده است.

## پی‌نوشت‌ها
1. ↑  منظور از تفنگ تک‌فشنگ تفنگ‌هایی است که به‌جای شلیک پراکنده ساچمه‌ها، در هر نوبت یک گلوله شلیک می‌کنند.